# 田名部匡省
田名部匡省（日语：／ Tanabu Masami，1934年12月7日—2025年3月26日）是日本的冰球运动员、政治人物，出生於青森縣八戶市。田名部匡省曾代表日本參加1960年冬季奥林匹克运动会與1964年冬季奥林匹克运动会，引退後任日本國家冰球隊教練。他從政後歷任众议院议员（6屆），農林水產大臣，参议院议员（2屆）等職務。2025年3月26日，田名部匡省因肺炎去世，享年90歲。